# Johann Heinrich Kass
Johann Heinrich Kass, auch Hans Kaß oder Kasch († wohl vor 1666 in Lübeck) war ein deutscher Maler.

## Leben
Kass war in Lübeck um 1640 als Freimeister und Contrafayer, also Porträtmaler tätig. Er arbeitete für den Bürgermeister Anton Köhler und erstellte zwei Porträts von dessen Familienangehörigen für die von Köhler zusammengetragene Köhlersche Ahnengalerie, die sich als Sammlung von ca. 20 Porträts heute im St.-Annen-Museum in Lübeck befindet. Bei den Bildern handelt es sich um die Porträts der zweiten Ehefrau und des Vaters von Anton Köhler. Der greise Anton Köhler verklagte ihn 1656, weil ihm die Ausmalung der Koehlerschen Grabkapelle in der Lübecker Marienkirche zu lange dauerte. Willibald Leo von Lütgendorff-Leinburg sah in ihm den Stammvater einer handwerklichen Lübecker Malerfamilie von vier Malern, von denen der letzte 1729 verstarb.